# Смирдіоаса
Смирдіоаса (рум. Smârdioasa) — село у повіті Телеорман в Румунії. Адміністративний центр комуни Смирдіоаса.
Село розташоване на відстані 84 км на південний захід від Бухареста, 15 км на південний схід від Александрії, 139 км на схід від Крайови.

## Населення
За даними перепису населення 2002 року у селі проживала 2131 особа.
Національний склад населення села:
| Національність | Кількість осіб | Відсоток |
| -------------- | -------------- | -------- |
| румуни         | 1741           | 81,7%    |
| цигани         | 387            | 18,2%    |

Рідною мовою назвали:
| Мова      | Кількість осіб | Відсоток |
| --------- | -------------- | -------- |
| румунська | 1771           | 83,1%    |
| циганська | 357            | 16,8%    |